# Bão Wanda (2021)
Bão Wanda, còn được biết với tên gọi là bão Stephane ở châu Âu. Là một cơn bão có hướng di chuyển phức tạp, hình thành ở vịnh Caribe, đi dọc theo bờ biển phía đông Hoa Kỳ, thắt lại một vòng ở New England, rồi đi tiếp ra Bắc Đại Tây Dương và sang mùa bão ở châu Âu.

## Lịch sử khí tượng

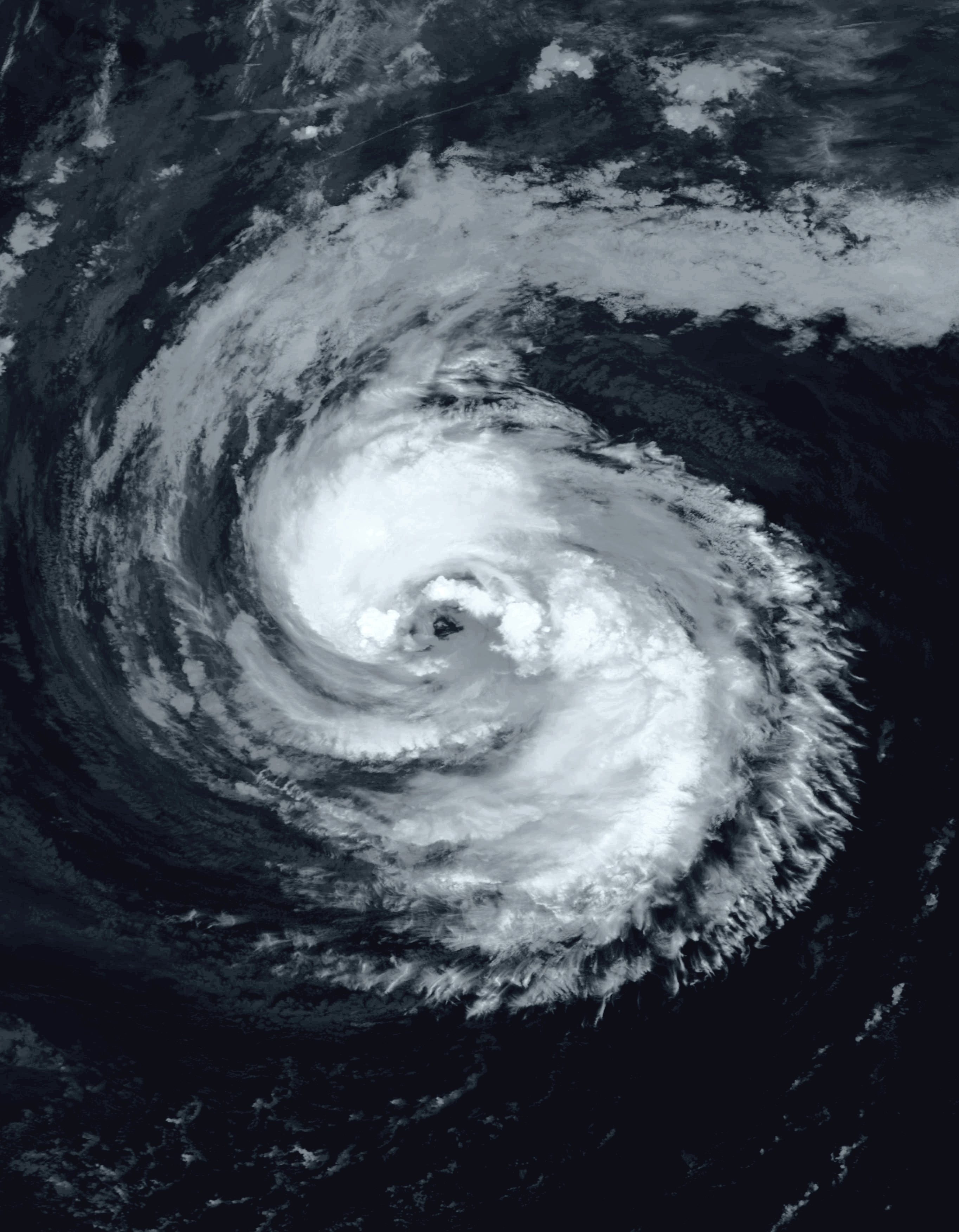
Bão Wanda lúc ở giữa Bắc Đại Tây Dương

Vào ngày 24 tháng 10, NHC bắt đầu theo dõi một vùng nhiễu động phi nhiệt đới ngay ngoài khơi Bờ biển phía Đông của Hoa Kỳ, dự đoán rằng nó sẽ sớm phát triển thành một nor'easter, một áp thấp nhiệt đới, khi nó di chuyển lên phía bắc lên bờ biển, và sau đó có thể phát triển các đặc điểm nhiệt đới hoặc cận nhiệt đới sau đó trong khi di chuyển ra khỏi bờ biển. Cơn bão mang theo lượng mưa lớn, gió mạnh và lũ lụt ven biển đến các khu vực ở Đông Bắc Hoa Kỳ trong khoảng thời gian từ ngày 25 đến ngày 27 tháng 10. Đến 21:00 UTC vào ngày 1 tháng 11, hệ thống đã chuyển từ trạng thái cận nhiệt đới sang trạng thái bão nhiệt đới. Sau khi uốn khúc vài trăm hải lý về phía tây của Azores trong gần một tuần, Wanda suy yếu và bắt đầu tăng tốc về phía đông bắc vào cuối ngày 6 tháng 11, khi nó tương tác với một hệ thống áp suất thấp ở vĩ độ trung ngày càng sâu trên Bắc Đại Tây Dương. Ngày hôm sau, hoàn lưu tầng thấp của nó ngừng tạo ra đối lưu sâu và mặt phía bắc bắt đầu mở ra thành một rãnh do tương tác với hệ thống kia. Do đó, Wanda được NHC coi là đã trở thành một áp thấp cận nhiệt đới theo lời cảnh báo úc 15:00 UTC của họ. Áp thấp cận nhiệt đới tiếp tục đi sang châu Âu và trở thành xoáy thuận ngoài nhiệt đới, và được đặt tên mới là Stephane. Xoáy thuận ngoài nhiệt đới tiếp tục đi về hướng đông bắc và tan dần do gặp các điều kiện bất lợi.

## Thiệt hại
Bão Wanda lúc còn là nor'easter đã gây ra thiệt hại hơn 200 triệu đô la trên khắp vùng Đông Bắc Hoa Kỳ, hai trường hợp tử vong liên quan đến bão đã được báo cáo. Bão cũng gây ra mất điện tại một số vùng ở bờ đông Hoa Kỳ.